# Sisteme genetice de determinare a sexului

Determinarea sexului la Drosophila

Un sistem de determinare a sexului este un sistem biologic care reglează dezvoltarea caracterelor sexuale ale unui organism. Determinarea sexuală este un proces complex a cărui reglare este realizată în mod diferit la organisme aflate pe trepte diferite pe scara evoluției. Astfel, au fost identificate sisteme de determinare sexuală dependente de constituția genetică a individului și sisteme de determinare sexuală ce sunt dependente nu de factori genetici ci de alți factori, cum ar fi factorii de mediu (temperatura).
Cele mai multe sisteme de determinare a sexului sunt determinate de un mecanism genetic bazat pe constituția cromozomică și prezența de gene ce activează cascadele de semnalizare intracelulară ce permit transcrierea unor gene esențiale în procesul de diferențiere sexuală. Deși cunoștințele în acest domeniu au progresat mult în ultimii ani, detaliile unor sisteme de determinare a sexului la unele specii nu sunt încă pe deplin elucidate.

## Clasificarea sistemelor genetice de determinare a sexului
Aceste sisteme sunt asociate unei constituții cromozomice diferite la cele două sexe. Un sex este homogametic (produce gameți ce conțin un singur tip de cromozomi sexuali sau gonozomi) iar celălalt este heterogametic (produce două tipuri de gameți, 50% cu un gonozom și 50% cu celălalt gonozom). În procesul de fecundare gameții provenind de la sexul heterogametic sunt cei ce vor determina sexul zigotului și vor asigura raportul de 1:1 între cele două sexe. 
Două grupe de sisteme de determinare a sexului au fost identificate: 
- sistemele de determinare a sexului în care sexul homogametic este sexul feminin:

- sistemul XY de determinare a sexului;
- sistemul X0/XX de determinare a sexului.

- sistemele de determinare a sexului în care sexul homogametic este sexul masculin.

## Sistemele de determinare a sexului în care sexul homogametic este sexul feminin
În această situație sexul homogametic este feminin și are o constituție cromozomică de tipul XX iar sexul heterogametic este sexul masculin, cu o constituție cromozomică de tipul XY sau X0.

### Sistemul XY de determinare a sexului
Sistemul XY de determinare a sexului este un sistem genetic de determinare a sexului prezent identificat atât la unele plante (Angiosperme dioice ca Ginkgo) cât și la animale, protostomieni – unele specii de artropode – sau deuterostomieni – la marea majoritate a mamiferelor, inclusiv la specia umană. Sistemul XY de determinare a sexului a fost descris independent de Nettie Stevens și Edmund Wilson Beecher în 1905 .
Acest sistem se bazează pe prezența de cromozomi sexuali (sau gonozomi) diferiți la indivizii de sexe diferite ai speciei. Astfel, bărbații au un cromozom X și un cromozom Y, în timp ce femeile au doi cromozomi X. Sexul heterogametic (ce posedă doi gonozomi diferiți, X și Y, și care produce deci două tipuri de gameți, unii conținând cromozomul Y și alții conținând cromozomul X) este sexul masculin. Această diferență genetică permite diferențierea sexuală la diferite persoane în timpul dezvoltării. Pentru fiecare încrucișare între un mascul și o femelă, gameții provenind de la sexul feminin vor transmite un cromozom X în timp ce gameții provenind de la sexul masculin vor transmite fie un cromozom X, fie un cromozom Y, cu o proporție egală între cele două posibilități. Astfel, organismul nou format va fi fie XX, fie XY, adică de sex feminin sau masculin, cu o probabilitate de 1:1 pentru fiecare sex.

#### Mecanismul de determinăre a sexului în sistemul XY
La mamifere, inclusiv la specia umană, cromozomul Y poartă una sau mai multe gene ce determină activarea cascadei de semnalizare ce duce la formarea sexului masculin. La om gena SRY, localizată pe brațul scurt al cromozomului Y, inițiază activarea cascadei de semnalizare implicate în determinarea sexului masculin .
Gena SRY este localizată pe cromozomul Y în afara regiunii pseudoautozomale (regiune în care se realizează un schimb de material genetic între cromozomii X și Y în cursul meiozei). Această localizare asigură menținerea genei SRY numai pe cromozomul Y. Uneori însă, în mod anormal, gena SRY este localizată pe un alt cromozom ca urmare a unui schimb anormal de material genetic între cromozomul Y și un alt cromozom. Absența genei SRY de pe cromozomul Y determină dezvoltarea spre sexul feminin, chiar dacă constituția cromozomică este de tipul XY (ducând la apariția disgeneziei gonadice pure). Invers, prezența genei SRY pe un alt cromozom decât cromozomul Y (adesea pe cromozomul X) determină dezvoltarea spre sexul masculin chiar dacă constituția cromozomică este de tipul XX (ducând la apariția anomaliei cunoscute sub numele de bărbați XX).
Simpla prezență a cromozomului Y cu genei SRY nu este însă suficientă pentru dezvoltarea normală a tuturor caracterelor sexuale masculine. În plus de gena SRY, cromozomul Y conține și alte gene esențiale pentru buna desfășurare a procesului de spermatogeneză. Absența acestor gene, datorită unor microdeleții ale brațului lung al cromozomului Y, determină hipofertilitate sau sterilitate. Cromozomul X are de asemenea un rol în dezvoltarea normală a caracterelor sexuale căci prezența de cromozomi X suplimentari (ca în cazul sindromului Klinefelter 47,XXY) perturbă procesul de sexualizare masculină iar absența unui cromozom X la sexul feminin (ca în cazul sindromului Turner, 45,X) perturbă, la rândul său, procesul de sexualizare feminină.

#### Alte sisteme de determinare a sexului de tipul XY
Ornitorincul (ce aparține ordinului Monotreme) are un sistem asemănător tipului XY însă cu cinci perechi de gonozomi (masculii au o constituție cromozomică de tipul X5Y5 iar femelele au zece cromozomi X), gonozomii nefiind, totuși, omologi gonozomilor mamiferelor. Segregarea gonozomilor în meioză se realizează prin formarea de multivalenți între gonozomii de același tip . Modul în care este determinat sexul este incomplet elucidat, gena SRY fiind absentă la această specie.

### Sistemul XX/X0 de determinare a sexului
La alte specii, cum ar fi Drosophila, deși sexul masculin, heterogametic, prezintă doi gonozomi, X și Y, mecanismul de determinare a sexului este diferit de cel prezent la mamifere. În acest caz sexul nu este determinat de o genă (sau de gene) prezente pe cromozomul Y ci de raportul între numărul de cromozomi X și numărul se seturi haploide de autozomi X:A (sistemul XX/X0 de determinare sexuală). Reamintim că fiecare celulă somatică conține două seturi haploide de cromozomi în timp ce celulele sexuale (ovule și spermatozoizi) conțin doar un singur set haploid de cromozomi. Astfel, sexul feminin este determinat de raportul X:A egal cu 1 (2 cromozomi X / 2 seturi haploide de autozomi, 2X:2A = 1), iar sexul masculin determinat de raportul X:A egal cu 0,5 (1 cromozom X / 2 seturi haploide de autozomi, X:2A = 0,5). Cromozomul Y, deși prezent la masculi, nu are un rol direct în determinarea sexului și formarea gonadelor. El este însă important pentru procesul de producere a gameților (spermatogeneză).

#### Mecanismul de determinare a sexului în sistemul XX/X0
La Drosophila mecanismul de determinare a sexului este inițiat în etapele precoce de dezvoltare embrionară (până la stadiul de blastoderm) de expresia genei Sex-lethal (sxl) a cărei transcripție este activată la organismele femele (2X:2A) sau reprimată la masculi (X:2A). În etapele ulterioare de dezvoltare embrionară expresia genei sxl este autoîntreținută printr-o buclă de tip feed-back pozitiv. Proteina Sxl face parte din familia proteinelor ce se fixează la ARN (ARN binding protein în engleză) și funcționeză ca un regulator al matisării genei tra. Aceasta este transcrisă la ambele sexe însă doar la sexul feminin matisarea alternativă permite formarea unui ARN mesager ce codifică o proteină funcțională. Proteina Tra este și ea o proteină cu rol în matisare care, împreună cu proteina Tra2, regulează matisarea alternativă a ARN-ului mesager al genei dsx permițând formarea a două izoforme, DsxF și DsxM, fiecare specifică unui sex. Aceste proteine funcționează ca factori de transcripție ce regulează expresia genelor responsabile de dezvoltarea somatică specifică fiecărui sex .

## Sistemele de determinare a sexului în care sexul homogametic este sexul masculin

### Sistemul WZ de determinare a sexului
La păsări și unele specii de Lepidoptere (fluturi) există un sistem similar celui XY/XX însă în oglindă, gonozomii fiind numiți în acest caz W și Z (sistem denumit „sistemul WZ de determinare sexuală”). În acest sistem sexul heterogametic este sexul feminin (gonozomii fiind WZ) iar sexul homogametic cel masculin (cu gonozomii ZZ).

### Mecanismul de determinare a sexului în sistemul WZ la Lepidoptere
Mecanismul determinării sexuale la lepidoptere este încă incomplet cunoscut. Deși funcția genei sxl nu este conservată la Bombyx mori, partea distală a cascadei de semnalizare dependentă de gena dsx este prezentă și are aceeași funcție ca și la Drosophila.

### Variații ale sistemului WZ de determinare a sexului
Compoziția în gonozomi preponderentă este ZW/ZZ însă, ca și în cazul sistemului XY de determinare a sexului, pot exista variații în compoziția și numărul gonozomilor: Z0/ZZ, ZW1W2/ZZ și Z1Z2W/Z1Z1Z2Z2. În aceste cazuri gonozomii formează multivalenți (structuri formate prin asocierea mai multor cromozomi de același tip) care se comportă ca o singură unitate în cursul diviziunilor celulare și asigură o distribuție corectă a cromozomilor în meioză [parantezele indică modul de formare al omologilor în aceste cazuri: Z(W1W2)/ZZ și (Z1Z2)W/(Z1Z2)(Z1Z2)].